# Solaarhoroscoop
Een solaarhoroscoop, zonnehoroscoop of jaarhoroscoop is een vorm van voorspellende astrologie waarbij men een horoscoop maakt op het ogenblik dat de Zon op exact dezelfde plaats staat als bij de geboorte van de persoon. In die solaarhoroscoop nemen de actuele planeten en huizen een andere positie in, zodat de astroloog de nieuwe horoscoop met de geboortehoroscoop kan vergelijken. Zodoende tracht hij de tendensen voor het komende jaar te achterhalen. Wetenschappers beschouwen deze en andere vormen van astrologie als pseudowetenschap en hechten geen geloof aan de claims die astrologen maken over de mogelijkheid om trends te kunnen voorspellen.

## Geschiedenis

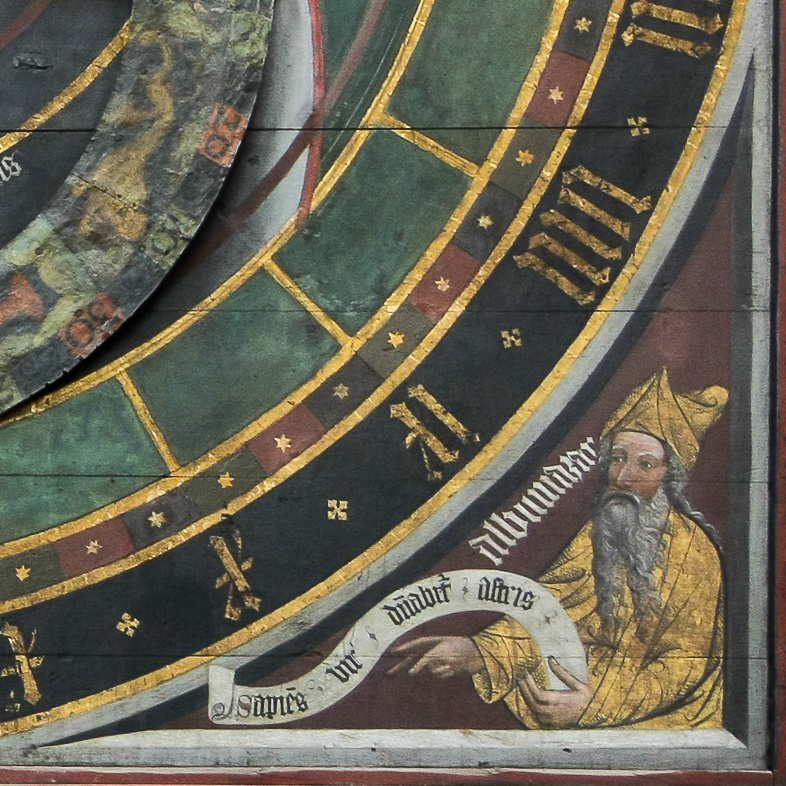
Abu Ma'shar al-Balkhi afgebeeld op het astronomisch uurwerk in de Sint-Nicolaaskerk (Stralsund)

De terugkeer van de zon die ongeveer plaatsvindt op de verjaardag van een persoon, werd reeds in de hellenistische astrologie (die de horoscopische astrologie introduceerde) beschouwd als een betekenisvolle gebeurtenis. Deze stand van de Zon gaf volgens hen indicaties voor de belangrijkste ontwikkelingen van het komende jaar.
De 1e-eeuwse hellenistische Griekse astroloog  Dorotheus van Sidon uit Alexandrië benaderde de zonneterugkeer niet als een aparte horoscoop, maar als een van de vele transits naar de geboortehoroscoop.
Hij gaf enkele richtlijnen en aforismen voor de interpretatie van transits 'op de dag waarop de geborene het licht ziet' en 'in de loop der jaren'. Deze richtlijnen zijn te vinden in Boek IV van zijn vijfdelige Carmen Astrologicum dat in 1976 naar het Engels werd vertaald door David Pingree. Dorotheus van Sidons benadering richt zich op planetaire transits naar specifieke geboortehuizen, zoals die zijn bezet door bepaalde geboorteplaneten.
De astroloog Abu Ma'shar al-Balkhi schreef in de 9e eeuw een boek over de jaarlijkse zonneterugkeer in de geboortehoroscoop dat in 1000 werd vertaald in het Grieks, waarvan in de 13e eeuw dan weer een Latijnse vertaling verscheen. Benjamin Dykes publiceerde er in 2019 een Engelse vertaling van onder de titel Persian Nativities IV: On the Revolutions of the Years of Nativities.
William Lilly, een Engels astroloog uit de 17e eeuw, bestudeerde het werk van vroegere astrologen en stelde dan een soort compendium samen van alles wat bekend was over geboorteastrologie en voorspellende astrologie. Zijn werk Christian Astrology uit 1647 bestaat uit 3 boekdelen, waarvan vooral Book 3: An Easie And Plaine Method Teaching How to Judge upon Nativities ingaat op de theorie en de technieken van de terugkeer van de Zon en de planeten op dezelfde plaats die ze innamen op het tijdstip van  iemands geboorte.

## Berekening en tekening
Voor het berekenen en tekenen van een solaarhoroscoop wordt doorgaans gebruikgemaakt van de tropische dierenriem en van het huizenstelsel van Placidus. Bij de interpretatie wordt ook gezien naar de solaarhoroscoop op zich, maar in de meeste gevallen zullen astrologen vooral werken door de twee horoscopen, geboorte-en zonnehoroscoop, met elkaar te vergelijken. Dat de actuele Zon op 'exact dezelfde plaats' moet staan als de geboortezon, betekent dat de positie in graadbogen en minuten precies dezelfde moet zijn. Voorbeeld: iemand met zijn geboortezon op 21°15' Maagd moet een solaarhoroscoop laten berekenen voor het ogenblik dat de actuele Zon op die precieze plaats staat. Het is dan ook mogelijk dat iemand astrologisch pas de dag voor of na zijn officiële geboortedatum 'verjaart'. Tijdens schrikkeljaren kan dit zelfs twee dagen voor je verjaardag zijn.
De solaarhoroscoop verschilt in niets van een gewone 'geboortehoroscoop': hij heeft 12 tekens en huizen, de planeten met Zon en Maan erbij, en een aantal gekleurde lijnen die de aspecten (de hoeken) tussen die elementen voorstellen. Wat de astroloog nu typisch doet, is deze nieuwe horoscoop op de geboortehoroscoop plaatsen. Dat kan met transparanten, of door de nieuwe solaarhoroscoop in een tweede 'wiel' boven de geboortehoroscoop te tekenen of af te drukken. Nu kan de duiding (analyse genoemd) beginnen.

## Hoofdthema's van het jaar
De hoofdthema's van het nieuwe jaar worden vooral aangegeven door 
1. het teken van de solaarascendant
2. de huispositie van de solaarzon
3. de plaats waar de hoekhuizen van de solaar in de geboortehoroscoop terechtkomen. Vooral het huis waar de solaarascendant in de geboortehoroscoop terechtkomt is hierbij belangrijk.
4. vijf of meer planeten in een bepaald huis geeft aan dat daar veel aandacht zal naar uitgaan.

## Analyse
Niet iedere astroloog werkt op dezelfde manier. De ene hecht meer belang aan de solaarhoroscoop en analyseert die op zichzelf, de andere kijkt vooral waar de verschillende planeten en punten van de jaarhoroscoop in de geboortehoroscoop terechtkomen. De benadering waarbij ook de geboortehoroscoop wordt betrokken is veruit de meest gebruikelijke. De tekens (sterrenbeelden) hebben veel minder belang dan de huizen bij het duiden van een zonnehoroscoop, met uitzondering van het teken waar de ascendant van de solaar in terechtkomt. 
Net als bij de analyse van een geboortehoroscoop begint de astroloog met een globaal overzicht en stelt zich vragen als: 
- welk element overheerst in de solaarhoroscoop? (Lucht, Aarde, Vuur, Water)
- is er een overwicht van hoofdtekens, vaste tekens of beweeglijke tekens?
- in welk teken staan de meeste planeten?
- welke planeten staan in de hoekhuizen? (I, IV, VII en X)
- welk planeten hebben de meeste aspecten?

In een tweede fase wordt de geboortehoroscoop betrokken. Daarbij komen onder meer volgende vragen aan bod:
- in welk huis en teken komt de ascendant van de solaar terecht?
- welk huis van de geboortehoroscoop is het meest bezet door de actuele planeten?
- waar komen de solaarplaneten terecht in de geboortehoroscoop? (in de eerste plaats solaarzon en solaarzon)[5]
- welke sterke (precieze) aspecten zijn er tussen de twee horoscopen, en welke huizen zijn hierbij betrokken?

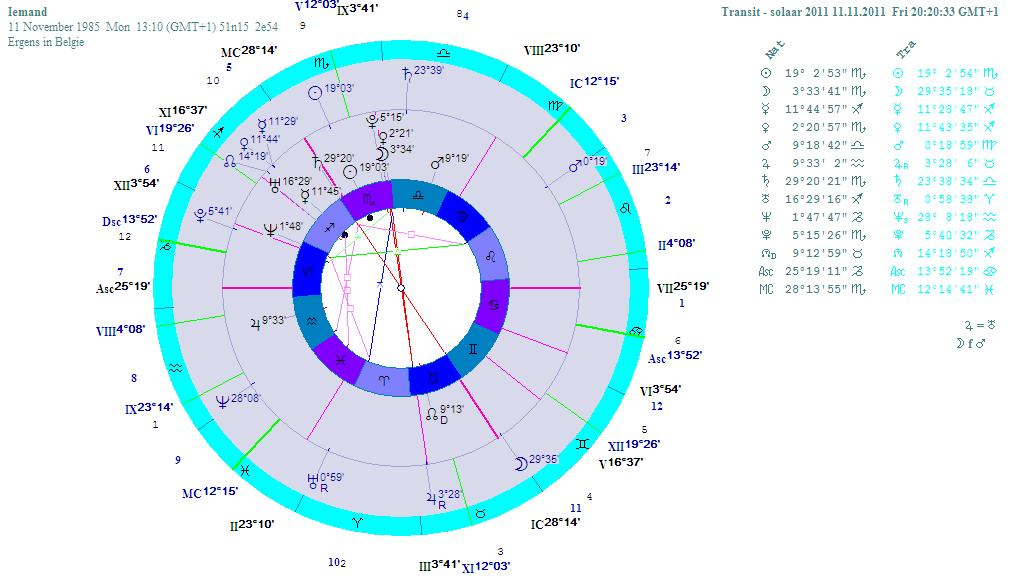
Solaarhoroscoop voor 2011 van iemand die geboren is in 1985
- De actuele planeten of solaarplaneten staan in de buitenste tand rondom de geboortehoroscoop in het centrum.
- In de tabel bovenaan rechts staan links de posities van de geboorteplaneten, Ascendant en MC, en rechts de posities van deze punten in de solaarhoroscoop.

### Duiding van de hemisferen in de solaar
- met een overwicht van planeten in de Zuidelijke hemisfeer (de bovenste helft van de horoscooptekening) wordt dit een jaar van zich manifesteren in de buitenwereld
- staan de meeste planeten onderin, in de Noordelijke hemisfeer, dan heeft de buitenwereld minder invloed en zoekt men motivatie in zichzelf. Eerder een jaar van bezinning met veel aandacht voor eigen emotionele noden en gedachten.

De vier kwadranten
Een kwadrant wordt benadrukt als de meeste planeten er zich in bevinden:
1. eerste kwadrant (huis 1, 2 en 3): nadruk op eigen noden, op eigen kracht een leven opbouwen
2. tweede kwadrant (huis 4, 5 en 6): nadruk op persoonlijke expressie, familie, geliefden en collega's
3. derde kwadrant (huis 7, 8 en 9): nadruk op één of meerdere relaties waar veel aandacht aan wordt geschonken
4. vierde kwadrant (huis 10, 11 en 12): nadruk op de relatie met de maatschappij

In de voorbeeldsolaar is de bovenste hemisfeer benadrukt, en met name het vierde kwadrant, wat voor dit jaar wijst op een al dan niet soepele omgang en samenwerking met de maatschappij.

### Elementverdeling
Bij de elementverdeling wordt nagezien of er drie of meer persoonlijke planeten (Zon, Maan, Mercurius, Venus en Mars) overwegend in één element (Aarde, Lucht, Vuur of Water) staan. Staan de persoonlijke planeten overwegend in:
- vuurtekens (Ram, Leeuw, Boogschutter), dan wordt het een actief jaar waar vele veranderingen zullen plaatsvinden;
- aardetekens (Stier, Maagd, Steenbok), dan wordt het een jaar waarin men plannen uit het verleden concreet in de praktijk wil omzetten en stabiliteit nastreeft;
- luchttekens (Tweelingen, Weegschaal, Waterman), dan toont men een grote behoefte aan contacten, analyseren en mentale activiteit;
- watertekens (Kreeft, Schorpioen, Vissen), dan is het een jaar waarin men met emoties aan de slag wil gaan.

### Duiding ascendantteken in de solaar
Valt te duiden zoals de karakteristieken die worden toegeschreven aan elk astrologisch sterrenbeeld in de geboortehoroscoop. Enkele voorbeelden;
- de ascendant van de solaar is Ram: betekent een jaar vol initiatieven waarin men zijn wil energiek kan doordrukken met meer kans op succes dan anders.
- met ascendant in Leeuw is zelfexpressie (emotioneel, artistiek) dit jaar het belangrijkst. De drang om creatief bezig te zijn is groot. Men wil meer dan anders gewaardeerd en bewonderd worden, neiging tot egocentrisme.
- met ascendant in Waterman wil men voor zichzelf het komende jaar de vrijheid om te doen en te zeggen wat men wil. Individualisme, lak aan regels, rebelleren tegen vastgeroeste gewoontes, relaties enz.

Waar de ascendant staat in de dierenriem geeft de sfeer aan voor het komende jaar. Men kijkt ook naar het solaarhuis waarin de heerser van het ascendantteken staat, want dit geeft aan op welk huis deze sfeer gericht is. Is de ascendant van het solaarjaar bijvoorbeeld Ram, dan is de planeet Mars de heerser. Staat die in het tiende huis, dan wordt dat een ambitieus jaar, in het tweede huis zal men veel aandacht hebben voor zijn bezittingen, enzovoort. In het algemeen geeft de heerser van de ascendant aan wat iemand dat jaar drijft.

### Duiding planeten in solaarhuizen
Het solaarhuis waarin een planeet zich bevindt, duidt aan op welk domein zich iets manifesteert. Wat er zich manifesteert hangt af van de betrokken planeet. De reden echter waarom deze planeet zich manifesteert valt te zoeken in het huis waar de heerser van het betrokken solaarhuis staat.
| Planeet   | ...duidt gebied aan waar...                                  |
| --------- | ------------------------------------------------------------ |
| Zon       | men zichzelf duidelijker wil laten zien                      |
| Maan      | (onverwacht) men duidelijke veranderingen zal zien           |
| Mercurius | men het volgende jaar kritisch naar zal kijken               |
| Venus     | men evenwicht en harmonie zoekt alsook zich prettig voelt    |
| Mars      | men nieuwe initiatieven start en veel energie in stoppen zal |
| Jupiter   | men wil leren en uitbreiding zoekt                           |
| Saturnus  | beperkingen of verantwoordelijkheden liggen                  |
| Uranus    | veranderingen optreden die een aanloop hebben gehad          |
| Neptunus  | men de zaken niet duidelijk ziet en men dus kwetsbaar is     |
| Pluto     | emotionele veranderingen of hervormingen plaatsvinden        |

### De Zon in de solaar
De Zon is bij de duiding van de solaar de belangrijkste 'planeet'. Haar positie in een bepaald huis geeft volgens de regels van de astrologie aan welk levensgebied dat jaar het meest zal worden benadrukt. Als de Zon in een van de hoekhuizen (I,IV,VII of X) staat, wordt dit geïnterpreteerd als een indicatie voor een nieuw begin(zie ook Huizen in de astrologie): 
1. Huis 1: een jaar waarin men vertrouwt op eigen kunnen, ontwikkeling en ontdekking op eigen kracht
2. Huis 4: bijvoorbeeld een nieuw huis, een renovatie, verhuizing, het vinden van emotionele stabiliteit
3. Huis 7: een periode van zoeken naar samenwerking, relaties; wat men bereikt, is dankzij de hulp van anderen
4. Huis 10: succes, een tijd van kansen benutten en oogsten wat men heeft gezaaid

Ook de aspecten die de Zon maakt zeggen veel over het komende jaar: de Zon conjunct of driehoek Venus suggereert een liefdevolle relatie; met Mars in hard aspect (vierkant, oppositie) ligt strijd in het verschiet.

### De Maan in de solaar
De Maan in de solaarhoroscoop heeft te maken met natuurlijke cycli, veranderingen die te verwachten zijn in het huis waarin de transiterende Maan zich tijdens de jaarlijkse zonneterugkeer bevindt. Vooral wanneer Maan en Zon (onbewuste en bewuste drijfkracht) in hetzelfde solaarhuis staan, duidt dit op een bijzonder jaar.

### Duiding van de solaarhuizen
Hiervoor kijkt men waar de solaarcuspen, nl. de lijnen waar de huizen beginnen, zich bevinden binnen de huizen van de geboortehoroscoop.
| Huis | ...betekenis...                                                                             |
| ---- | ------------------------------------------------------------------------------------------- |
| I    | activiteiten, optreden naar buiten, dingen die men doet                                     |
| II   | bezit, winst en verlies, inkomsten, basiszekerheden, eigenwaarde                            |
| III  | documenten, informatie, communicatie, vervoer, korte nabije contacten en reisjes, kennissen |
| IV   | huis, thuis, ouderlijk huis                                                                 |
| V    | (geestes)kinderen (eigen), ontspanning, egovorming, speculeren                              |
| VI   | werk, werkomstandigheden, gezondheid, dagelijkse bezigheden                                 |
| VII  | relatie, compagnons, openlijke vijanden, samenlevings- en werkingsverbanden                 |
| VIII | bezit van anderen, psychische processen                                                     |
| IX   | uitbreidingsmogelijkheden, grotere reizen, studie, toekomstplannen, buitenland              |
| X    | status, reputatie, plek in de maatschappij                                                  |
| XI   | vrienden, sociale contacten, wensen en verlangens, sociale leven, kinderen van partner      |
| XII  | loslatingssituaties, verborgen zaken, terugtrekken                                          |

Noot: indien een solaarcusp op minder dan 1° van het volgende radixhuis staat dan wordt deze doorgaans in de beide radixhuizen geïnterpreteerd. Indien alle solaarhuizen in hun corresponderende radixhuis liggen, dan gaat men ervan uit dat het alvast een belangrijk jaar belooft te worden.

### Huisverdeling

In deze horoscooptekening zijn de huizen genummerd van 1 tot 12, beginnend vanaf de ascendant in tegenwijzerzin oplopend tot huis 12.

Men kijkt eerst in wat soort solaarhuizen de persoonlijke planeten staan. Is dit voornamelijk in:
- hoekhuizen (I, IV, VII en X), dan wordt dit een actief jaar met veel gewilde veranderingen waarbij men de aandacht op zichzelf vestigt in de buitenwereld;
- opvolgende huizen (II, V, VIII en XI, dan wil men zaken bij het oude laten of ter plaatse blijven trappelen in de zoektocht naar zekerheid en stabiliteit;
- vallende huizen (III, VI, IX en XII), dan wordt men geconfronteerd met veel veranderingen die de persoon overkomen of overvallen ... een instabiel jaar waar men zelf geen vragende partij voor is.

### Huisheren
Een wat complexere techniek is het betrekken van de 'huisheren' in de evaluatie. Staat bijvoorbeeld de cusp van het tweede huis op Stier, dan is de huisheer van het tweede huis Venus (de heerser van Stier), en moet je die gaan bekijken in de horoscoop om na te gaan hoe het met je eigendommen en financiële zekerheid (waar het 2e huis voor staat) gesteld zal zijn.
In de horoscooptekening hiernaast met de twaalf huizen zijn de tekens en huisheren vanaf de ascendant de volgende:
1. Eerste huis (Ascendant Waterman): Saturnus (en Uranus) als huisheren
2. Tweede huis (Vissen): Jupiter (en Neptunus) als huisheren
3. Derde huis (Ram): Mars als huisheer
4. Vierde huis (Stier): Venus als huisheer
5. Vijfde huis (Tweelingen): Mercurius als huisheer
6. Zesde huis (Kreeft): Maan als huisheer
7. Zevende huis (Leeuw): Zon als huisheer
8. Achtste huis (Maagd): Mercurius als huisheer
9. Negende huis (Weegschaal): Venus als huisheer
10. Tiende huis (Schorpioen): Mars (en Pluto) als huisheren
11. Elfde huis (Boogschutter): Jupiter als huisheer
12. Twaalfde huis (Steenbok): Saturnus als huisheer

De astroloog is vooral geïnteresseerd waar die huisheren zich in de horoscoop bevinden, en met welke aspecten ze verbonden zijn met andere planeten. In de voorbeeldhoroscoop met de huizen staat heer 1 in het achtste huis, heer 2 in het negende huis, heer 3 in het achtste huis, enzovoort. Als dit een solaarhoroscoop zou zijn, kan "heer 2 in 9" bijvoorbeeld betekenen dat men zijn geld (huis 2) dit jaar zal besteden aan reizen en studie (huis 9).

### Aspecten

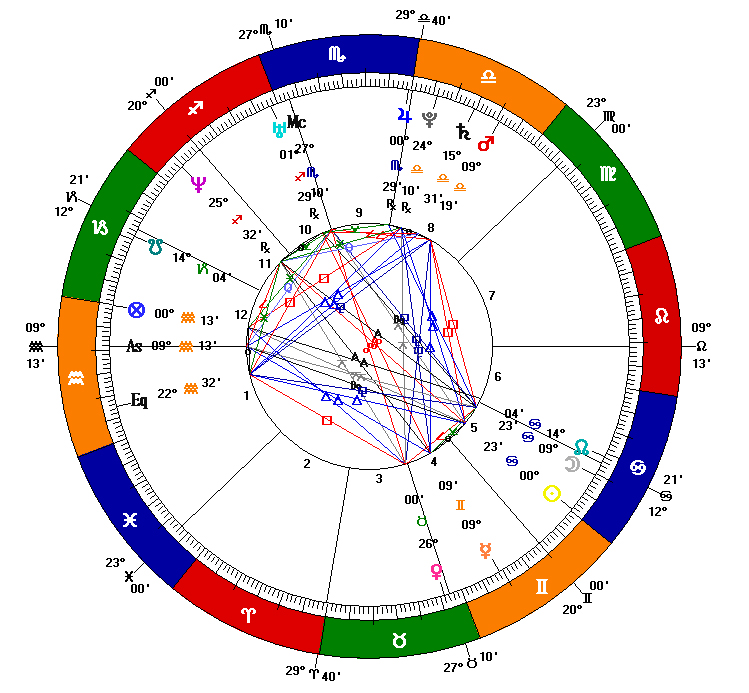
De astrologische aspecten worden in de horoscooptekening voorgesteld als rechte lijnen die planeten en andere punten verbinden. Voor elk aspect wordt een andere kleur gebruikt, traditioneel rood voor de vierkanten en opposities, en blauw of groen voor de driehoeken.

Aanvankelijk kijkt een astroloog naar het globale plaatje van de aspecten. Zijn deze vooral:
- harmonisch (conjunctie, sextiel en driehoek), dan wordt dit een jaar waarin alles relatief vlot verloopt;
- disharmonisch (vierkant, oppositie), dan wordt dit een jaar waarin dient te worden gewerkt;
- vol disconjuncten, dan wordt dit een jaar waarin niet alles even lekker zit.

Tot slot kijkt men hoe de huizen zich onderling verhouden. Dit wordt geïnterpreteerd op basis van de aspecten die de planeten in hun hoedanigheid als huisheer maken.

## Verdere duiding
In de praktijk zal een astroloog zich niet beperken tot de solaar om inzicht te krijgen in de tendensen van het komende jaar. Het is niet gebruikelijk om op de solaarhoroscoop zelf met een bepaalde formule planeten 'vooruit te schuiven'. Wat wel gebeurt, is het timen van verwachte gebeurtenissen met de Maan. Omdat die ongeveer 1 graad per maand opschuift langs de ecliptica kan men naar verluidt nagaan in welk van de 12 komende maanden zij een aspect activeert.
Naast de solaar gebruikt men, op basis van iemand geboortehoroscoop, andere voorspellende astrologische methodes zoals transits, primaire en secundaire directies en zonneboog. Door die te combineren, hoopt de astroloog de trefzekerheid van de voorspellingen te vergroten. 

## Relocatie
De meeste astrologen nemen voor hun jaarvoorspelling de plaats waar men zich op dat ogenblik bevindt, en niet de geboorteplaats. Relocatie (verhuizen) schept dus mogelijkheden om een minder gunstige jaarhoroscoop wat bij te sturen. Wanneer men zich omstreeks zijn verjaardag op een andere locatie bevindt, zullen in de horoscoop voor die plaats de huizen immers anders vallen. Met andere woorden: er valt niet aan te ontkomen dat de planeten nog in hetzelfde teken staan en dezelfde aspecten maken, maar waar ze op 'inwerken', kan worden veranderd. Als de planeet Mars tijdens de zonneterugkeer bijvoorbeeld in Amsterdam conjunct ascendant staat (het fysieke lichaam), dan valt diezelfde ascendant in Rotterdam ergens anders waar de uitwerking minder merkbaar zal zijn.

## Moderne interpretatie
Hedendaagse, meer psychologisch en spiritueel georiënteerde astrologen interpreteren de solaarhoroscoop niet langer deterministisch. Zij gaan er niet van uit dat de solaar gebeurtenissen voorspelt die onafwendbaar zijn. Het gaat hen om de thema's die het komende jaar zullen beheersen en hoe men ermee kan omgaan. Zo signaleren veel persoonlijke planeten en de ascendant in luchttekens dat het een goed jaar wordt voor intellectuele inspanningen, terwijl vuurtekens een gunstig jaar voor ondernemingen in het vooruitzicht stellen.